# Listerbanan

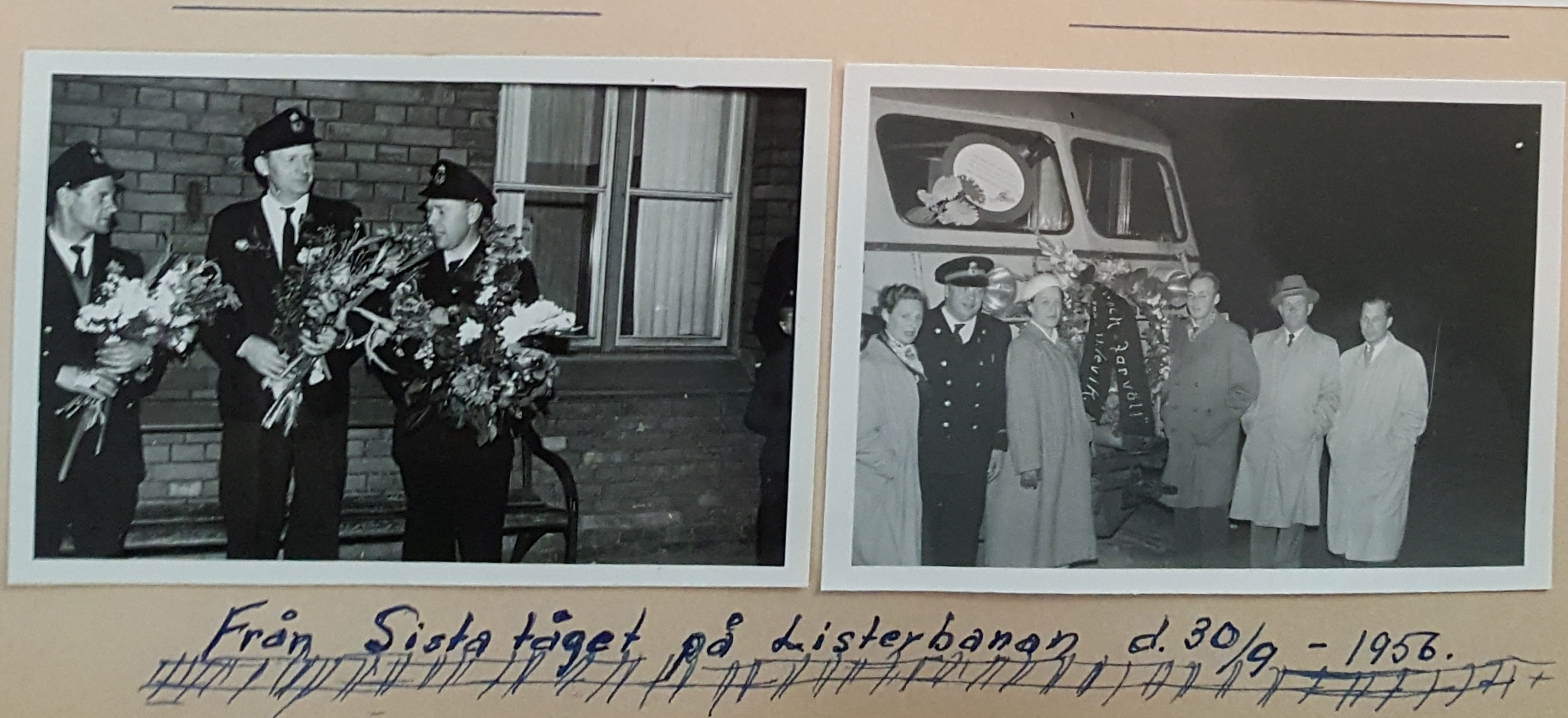
Sista tåget på Listerbanan den 30 september 1956

Listerbanan var en järnväg mellan Sölvesborg och Hörvik som helt eller delvis var i bruk mellan 1914 och 1970.

## Historik
Initiativ för en järnväg till Listerlandet togs 1911 i Mjällby landskommun. Järnvägskommittén som bildades kontaktade Mellersta Blekinge järnvägsaktiebolag och medlemmar i dess styrelse fick en koncession. Mjällby landskommun och Sölvesborgs stad var delaktiga i finansieringen av banan. Banan skulle kosta 170 000 kronor och järnvägsbolagets styrelse beslutade 1912 att bygga banan från Tivoli vid Blekinge kustbanor utanför Sölvesborg till Listershuvuds station i Hosaby. Järnvägen öppnades för trafik den 10 januari 1914. En förlängning till Hällevik öppnades den 4 maj 1917 och den sista sträckan till Hörvikens station i Hörvik togs i bruk den 14 februari 1922. Blekinge Kustbanor som bolaget kallades efter 1918 köptes av svenska staten den 1 juli 1942 och driften togs över av Statens Järnvägar.  
I samband med att Blekinge kustbanor byggdes om till normalspår (1435 mm) mellan Sölvesborg och Karlshamn 1954, byggdes sträckan mellan Sölvesborg station och Tivoli som treskensspår för att fortsätta den smalspåriga trafiken till Hörviken. Samma år den 13 augusti beslutades att sträckan mellan Tivoli och Lister Mjällby skulle byggas om till normalspår för vagnslaster. Person- och styckegodstrafiken på hela sträckan mellan Sölvesborg och Hörviken lades ned den 1 oktober 1956 medan vagnslaster fortsatte på den nu normalspåriga delen till Lister Mjällby. Godstrafiken till Mjällbyverken, en filial till Svenska Stålpressnings AB i Olofström som hade byggts 1952, var ett motiv till ombyggnaden till normalspår. Vagnlasttrafiken till Lister Mjällby lades ner 1970 och banan revs 1973. Banan till Hörviken hade rivits tidigare.
Delar av banvallen kan användas för cykling.